# Szabó János (festő)

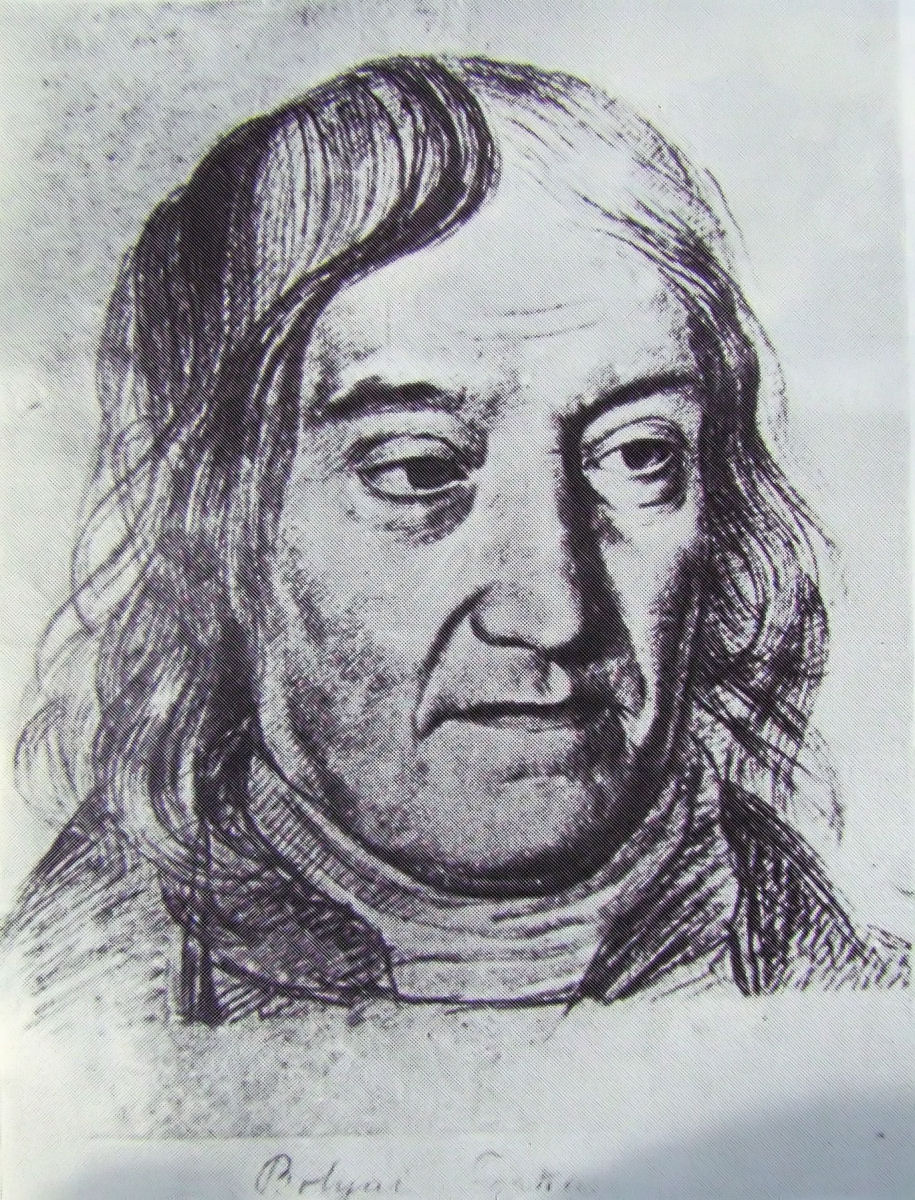
Szabó János:Bolyai Farkas arcképe

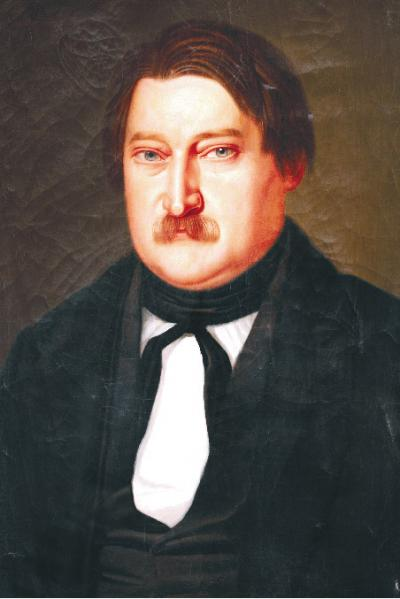
Szabó János festménye Szász Károlyról

Szabó János (Székelyudvarhely, 1790 – Marosvásárhely, 1851. január 27.) marosvásárhelyi festő, Bolyai Farkas portréjának megrajzolója.

## Élete
A marosvásárhelyi református kollégiumban tanult . Ott főleg Bolyai Farkas egyengette az útját és biztatta, hogy válassza a művészi pályát. Beajánlotta Kemény Simon családjához, ahol lefestette a báró családját. Festett Bukarestben, Brassóban és Kolozsváron. Később Bécsbe ment, de vagyona annyira megfogyatkozott, hogy Bolyai Farkas gyűjtést szervezett számára, hogy rendezhesse Bécsben keletkezett adósságait és vissza tudjon utazni Marosvásárhelyre. 
Mivel nem kapott megrendelést, ezért Kolozsvárra ment és megfestette gróf Bánffy György gubernátor képét, lerajzolta báró Jósika Miklóst, Haller Istvánt, Wesselényi Miklóst, Mikes Jánost, Kemény Simonné Teleki Annát, Bolyai Farkast, Szász Károlyt, Teleki Domokost. Megnyitotta litográfiai műhelyét, de az sem lett jövedelmező, így Bukarestben próbált szerencsét, sikertelenül. Ezután 1847-ben tért haza véglegesen. Bolyai Farkas sokszor meglátogatta őt a szíjgyártóként dolgozó testvére házában, a Szentgyörgy utcában. Négy évet élt még Marosvásárhelyen, szegényen halt meg. Bolyai Farkas búcsúztatta a református temetőben.

## Munkássága
Bolyai Farkas szerint ő volt a XIX. század eleji Marosvásárhely legtehetségesebb festőművésze, és talán a legnagyobb hatású is. Benkő Károly 1862-ben mind Boér Mártont, mind Szabó Jánost a 20 leghíresebb marosvásárhelyi polgár közé sorolja. Szabó Jánosnak azonban fejlettebb volt a rajzkészsége és a festőtechnikája. A művészettörténészek szerint Szabó János nagy hatással volt Barabás Miklósra, aki a magyar stílust Szabó Jánostól tanulta. Róla azonban nagyon szűkszavúan emlékszik meg Barabás Miklós önéletrajzi művében. Barabás nagyenyedi diákoskodása idején még Szabó János volt „a piktor”. „A piktor” mellett ekkoriban Marosvásárhelyen még egy nevezetes Szabó János is élt, az orgonacsináló. Mind a kettő közszereplője volt a korabeli Marosvásárhelynek és mind a kettőnek kapcsolata volt a Bolyaiakkal.
Szabó János festményeinek a többsége elveszhetett vagy még mindig a magángyűjteményekben lappang. A Magyar Nemzeti Múzeumban csak két festményét őrzik, a Magyar Nemzeti Galériában egyet (Női arckép [Deáki Fülöp Terézia arcképe], olaj, vászon, 92 × 71,5 cm, jelzés nélkül, MNG, ltsz.: FK 6556), a Kolozsvári Művészeti Galériában egyet sem, Sepsiszentgyörgyön egy rajzát. Marosvásárhelyen őrizik  Bolyai Farkas portréját Szabó Jánostól.